# Sana Ben Achour
Sana Ben Achour (em árabe: سناء بن عاشور, La Marsa, 1955) é uma acadêmica, advogada e ativista tunisiana e especialista em direito público. É professora de direito público na Faculdade de Ciências Jurídicas, Políticas e Sociais da Universidade de Cartago. Ela atua em diversas organizações feministas e fundou um abrigo para mulheres.

## Vida pregressa
Sana Ben Achour nasceu em La Marsa, na Tunísia, em 1955, filha do teólogo Mohamed Fadhel Ben Achour (1909–1970). Ela é irmã de Rafâa e Yadh Ben Achour.

## Carreira
A carreira de Sana Ben Achour centrou-se na educação jurídica e na investigação científica em direito, e o seu trabalho abrange quatro áreas principais: urbanismo e patrimônio cultural; direito tunisino durante o período colonial; o estatuto das mulheres; e democracia e liberdades civis.
Ativista comprometida com a igualdade e a cidadania, Sana está envolvida com diversas organizações: a Associação Tunisina de Mulheres Democráticas (Association tunisienne des femmes démocrates - ATFD), da qual foi presidente, a Associação de Mulheres Universitárias para a Investigação e Desenvolvimento, e o Coletivo Magrebe 95 Igualdade. É membro do Comitê Superior para os Direitos Humanos e Liberdades Fundamentais e membro fundadora do Conselho Nacional para as Liberdades na Tunísia.
Em 2012, ela fundou um abrigo para mulheres, Beity (tradução: Minha Casa), para mães solteiras e outras mulheres necessitadas, incluindo mulheres pobres e vítimas de abuso. Sana Ben Achour também é membro da Liga Tunisina de Direitos Humanos.
Em 2015, ela foi escolhida pela BBC como uma das 100 Mulheres mais inspiradoras do mundo.
Em agosto de 2016, ela recusou receber a Ordem da República do Presidente da Tunísia, Béji Caïd Essebsi, em protesto contra o tratamento dispensado às mulheres no seu país.

## Publicações
- Violences à l'égard des femmes: les lois du gênero, Túnis, Réseau euro-méditerranéen des droits de l'homme, 2016
- Dictionnaire des termes et des expressions de la constitucional tunisienne, Tunis, Faculté des sciences juridiques de Tunis, 2017, (com Rafâa Ben Achour, Sarra Maaouia Kacem, Mouna Kraiem Dridi et Amira Chaouch)